# Villa gallo-romaine de Colmier-le-Bas
La villa antique de Colmier  est située sur la commune de Colmier-le-Bas, dans le département de la Haute-Marne.

## Protection
L'édifice est inscrit au titre des monuments historiques en 1990.

## Histoire
Situé à deux kilomètres du village, à la limites des territoires de Colmier et Menesble, le lieu-dit Cloisets a été fouillé en 1783, puis entre 1896 et 97 mais aussi entre 1964 et 1981.
Trouvé par un cultivateur, la mosaïque mise à jour intéressait le comte de Vergennes qui fit la demande à M. de Varaigne de fouiller le site. Il fit le plan d'une villa de 36 mètres par 11 ayant sept parties principales.
Fin XIXe siècle Messieurs Mathenet fouillent la villa et en reconnaissent l'enceinte de quatre cents mètres par deux cent soixante.
Les fouilles suivantes affinent les parties du bâtiment qui s'inscrit dans un quadrilatère de 95 par 75m. Elle avait un praefurnium, une partie sur hypocauste et des thermes. Elle était décorée de peintures murales, de mosaïques et des statues furent découvertes, une nymphe se trouve au musée de Langres.

## Images

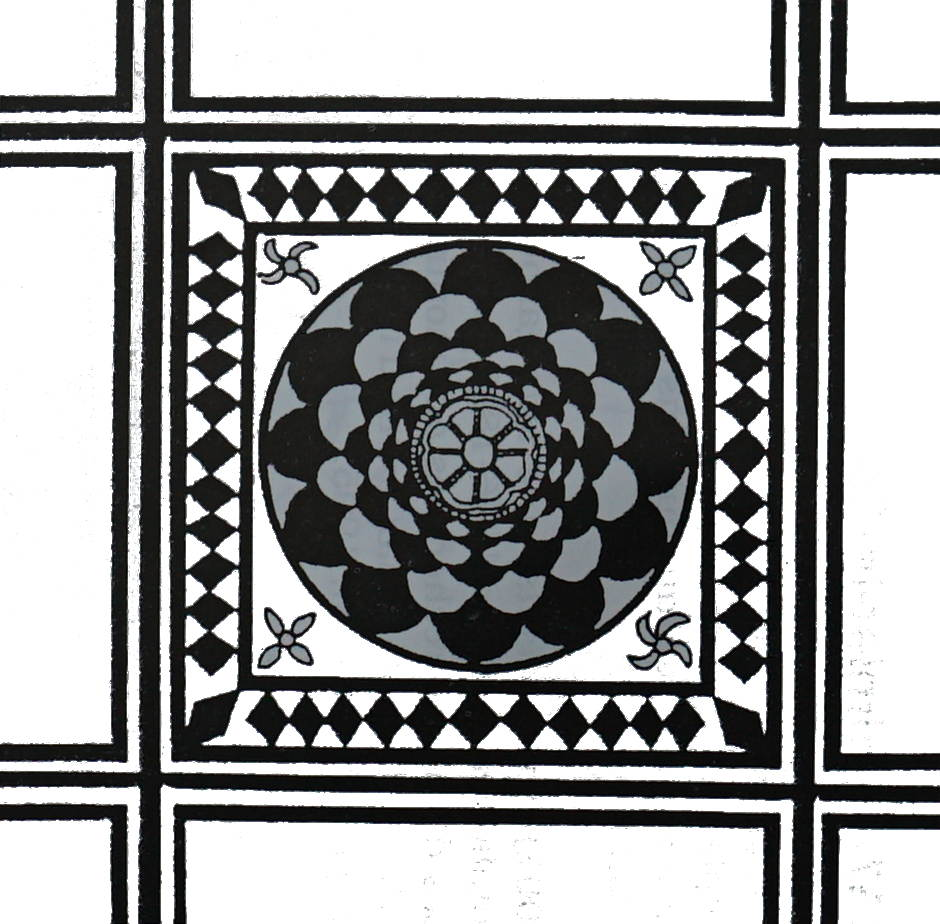
Mosaïque de Colmier.